# 中央军事委员会政治工作部
中国共产党中央军事委员会政治工作部与中华人民共和国中央军事委员会政治工作部一个机构两块牌子，通称中央军事委员会政治工作部，简称中央军委政治工作部，是中央军事委员会机关第一级职能部门，也是中央军事委员会的政治机关之一，主要负责指导中国人民解放军和中国人民武装警察部队的宣传思想文化工作、组织建设、军事人力资源工作，并指导部署全军群众工作和信访工作、联络工作，指导开展全军政治工作研究和信息化建设、备战打仗中政治工作。位于北京市。

## 沿革
中央军委政治工作部前身为中国人民解放军总政治部。2015年11月，在深化国防和军队改革中，撤销中国人民解放军总政治部，改设中央军委政治工作部。
中央军委政治工作部整合原解放军总政治部有关组织宣传方面的职能，主要履行全军党的建设、组织工作、政治教育和军事人力资源管理等职能。在中国大陆以外的报道中，该部和其名义下的附属部门曾有被指控为情报部门的记录 。
中央军委政治工作部为正战区级单位，其主任循例进入中央军委，高配一级，为中央军委委员。中央军委政治工作部设若干副主任和主任助理，前者编制为副战区职，后者编制为正军职。有时排名第一的副主任称为常务副主任，高配正战区职。
因在脱贫攻坚战中作出突出贡献，2021年2月25日全国脱贫攻坚总结表彰大会上，中央军事委员会政治工作部被授予“全国脱贫攻坚先进集体”。

## 机构设置
2015年改革后，中央军委政治工作部设置下列机构：

### 内设机构
- 办公厅
- 组织局
- 干部局
- 兵员局
- 文职人员局[17]
- 宣传局
- 网络舆论局
- 直属工作局
- 群众工作局
- 联络局
- 老干部局

### 直属单位
- 中国人民解放军新闻传播中心
- 中国人民解放军文化艺术中心
- 中国人民革命军事博物馆

## 历任领导
中央军委政治工作部主任
1. 张阳 上将（2015年11月—2017年8月）
2. 苗华 海军上将（2017年8月至今 
2024年11月28日起停职）[18][19]

中央军委政治工作部副主任
- 贾廷安 上将（2015年11月—2017年）[20]（正战区职）
- 杜恒岩 上将（2015年11月—2017年）[21]（正战区职）
- 吴昌德 上将（2015年11月—2017年1月）[22]（正战区职）
- 侯贺华 中将（2017年1月—2018年1月）[23]
- 禹光 海军少将（2017年1月—2018年7月）[24]
- 王建武 中将（2017年12月—2018年12月）[25]
- 刘德伟 空军中将（2018年7月—2021年12月）[26]
- 何宏军 陆军上将（2019年3月—，2024年7月起为常务副主任，正战区职）[27]
- 王成男 空军中将（2021年12月—）[28]

中央军委政治工作部主任助理
- 崔昌军 中将（2015年11月—2018年3月）[21]（副战区职）
- 禹光 海军少将（2015年11月—2017年1月）[21][24]
- 何宏军 少将（2017年—2019年3月）[29]
- 尹洪文 少将（2017年—2017年8月）[30]
- 汪利平 少将（2017年12月—2021年1月）[31][32]
- 方永祥 少将（2018年4月—2021年12月，兼任退役军人事务部副部长）[33]
- 李军 陆军少将（2021年2月—）
- 杨友斌 陆军少将（2021年—，2022年3月起兼任退役军人事务部副部长）
- 边瑞峰 陆军少将（2022年6月—）